# Zapasy na Letnich Igrzyskach Olimpijskich 1948 – kategoria ponad 87 kg w stylu wolnym
Zmagania mężczyzn ponad 87 kg to jedna z ośmiu męskich konkurencji w zapasach w stylu wolnym rozgrywanych podczas Letnich Igrzysk Olimpijskich 1948. Pojedynki w tej kategorii wagowej odbyły się w dniach 29–31 lipca.
Punktacja opierała się na systemie „złych punktów karnych”. Pokonany otrzymywał 3 punkty za „łopatki” lub jednomyślną przegraną, a dwa punkty za porażkę 2-1. Zwycięzca otrzymywał jeden punkt za wygraną 2-1, a w pozostałych przypadkach zero. W każdej z rund odpadł zawodnik, który zgromadził łącznie pięć punktów lub więcej.

## Klasyfikacja[1]
| Lp. | Państwo         | Zawodnik              |
| --- | --------------- | --------------------- |
| 1   | Węgry           | Gyula Bóbis           |
| 2   | Szwecja         | Bertil Antonsson      |
| 3   | Australia       | Jim Armstrong         |
| 4   | Turcja          | Sadık Esen            |
| 5   | Czechosłowacja  | Josef Růžička         |
| 5   | Iran            | Abdul Ghasem Sahkdari |
| 7   | USA             | Dick Hutton           |
| 8   | Wielka Brytania | Fred Oberlander       |
| 9   | Szwajcaria      | Willy Lardon          |

## Wyniki
* „Łopatki” (ang. fall, touche) – pozycja w której zawodnik dotyka łopatkami maty (oznaczająca koniec walki).

### Pierwsza runda[2]
| Zwycięzca             | Punkty karne | Wynik        | Przegrany       | Punkty karne |
| --------------------- | ------------ | ------------ | --------------- | ------------ |
| Josef Růžička         | 1            | Decyzja, 2:1 | Dick Hutton     | 2            |
| Jim Armstrong         | 1            | Decyzja, 3:0 | Fred Oberlander | 3            |
| Gyula Bóbis           | 1            | Decyzja, 3:0 | Willy Lardon    | 3            |
| Bertil Antonsson      | 1            | Decyzja, 3:0 | Sadık Esen      | 3            |
| Abdul Ghasem Sahkdari | 0            | Bez walki    |                 |              |

### Druga runda[3]
| Zwycięzca        | Punkty karne | Wynik        | Przegrany             | Punkty karne |
| ---------------- | ------------ | ------------ | --------------------- | ------------ |
| Josef Růžička    | 2            | Decyzja, 2:1 | Fred Oberlander       | 5            |
| Dick Hutton      | 3            | Decyzja, 2:1 | Abdul Ghasem Sahkdari | 2            |
| Gyula Bóbis      | 1            | Łopatki      | Jim Armstrong         | 4            |
| Sadık Esen       | 4            | 3:0          | Willy Lardon          | 6            |
| Bertil Antonsson | 1            | Bez walki    |                       |              |

### Trzecia runda[4]
| Zwycięzca        | Punkty karne | Wynik      | Przegrany             | Punkty karne |
| ---------------- | ------------ | ---------- | --------------------- | ------------ |
| Bertil Antonsson | 1            | Łopatki    | Abdul Ghasem Sahkdari | 5            |
| Jim Armstrong    | 4            | Rezygnacja | Dick Hutton           | 6            |
| Gyula Bóbis      | 1            | Łopatki    | Josef Růžička         | 5            |
| Sadık Esen       | 4            | Bez walki  |                       |              |

### Czwarta runda[5]
| Zwycięzca     | Punkty karne | Wynik        | Przegrany        | Punkty karne |
| ------------- | ------------ | ------------ | ---------------- | ------------ |
| Jim Armstrong | 4            | Łopatki      | Sadık Esen       | 7            |
| Gyula Bóbis   | 2            | Decyzja, 2:1 | Bertil Antonsson | 3            |

### Piąta runda[6]
| Zwycięzca        | Punkty karne | Wynik     | Przegrany     | Punkty karne |
| ---------------- | ------------ | --------- | ------------- | ------------ |
| Bertil Antonsson | 3            | Łopatki   | Jim Armstrong | 7            |
| Gyula Bóbis      | 2            | Bez walki |               |              |